# Cokopsulanjana
Cokopsulanjana is een bestuurslaag in het regentschap Serang van de provincie Banten, Indonesië. Cokopsulanjana telt 1698 inwoners (volkstelling 2010).